# Nord - syd motortrafikvej (Vietnam)
Nord – syd motortrafikvej er en motortrafikvej under anlæggelse i Vietnam mellem Hanoi og Ho Chi Minh-byen. Den samlede længde er ca. 1900 km, og projektets samlede omkostninger anslås til ca. 18,5 milliarder dollars. Vejen anlægges etapevis og størstedelen af vejen vil få 4 spor, nogle dele 6 spor, og to dele ved Hanoi og Ho Chi Minh-byen vil have 8 spor. Projektet forventes færdiggjort i 2020.